# Anosia conspicua
Anosia conspicua är en fjärilsart som beskrevs av Butler 1866. Anosia conspicua ingår i släktet Anosia och familjen praktfjärilar. Inga underarter finns listade i Catalogue of Life.